# Guessihio
Guessihio est village situé au centre-ouest de la Côte d'Ivoire dans le district du Gôh-Djiboua. Cette localité appartient au département de Gagnoa dans la région du Gôh,.